# Joan Baez
Joan Chandos Baez (Staten Island, 9 de janeiro de 1941) é uma cantora norte-americana de música folk, conhecida por seu estilo vocal distinto e opiniões políticas apresentadas abertamente.

## História

### Primeiros anos
Joan Baez nasceu em Staten Island, Nova York, em 9 de janeiro de 1941. Seu avô, o reverendo Alberto Baez, deixou a Igreja Católica para se tornar um ministro metodista e se mudou para os Estados Unidos quando seu pai tinha dois anos. Seu pai, Albert Baez (1912–2007), nasceu em Puebla, México, e cresceu no Brooklyn, Nova York, onde seu pai pregava – e defendia – uma congregação de língua espanhola. Albert primeiro considerou se tornar um ministro, mas em vez disso se voltou para o estudo da matemática e física e recebeu seu doutorado na Universidade de Stanford em 1950. Albert foi mais tarde creditado como co-inventor do microscópio de Raios-x. Seu primo John C. Baez é um físico e matemático.
Sua mãe, Joan Chandos Baez (nome de solteira Brydges), conhecida como Joan Senior ou "Big Joan", nasceu em Edimburgo, Escócia, sendo a segunda filha de um Padre anglicano inglês que afirmava ser descendente dos Duques de Chandos. Nascida em abril de 1913, ela faleceu em 20 de abril de 2013.
Joan Baez tinha duas irmãs, Pauline Thalia Baez Bryan (1938–2016), também conhecida como Pauline Marden, e Margarita Mimi Baez Fariña (1945–2001), que era mais conhecida como Mimi Fariña. Ambos eram ativistas políticos e músicos.
A família Baez converteu-se ao Quakerismo durante a primeira infância de Joan, e ela continuou a se identificar com a tradição, particularmente em seu compromisso com o pacifismo e as questões sociais. Enquanto crescia, Joan foi submetida a insultos raciais e discriminação por causa de sua ascendência mexicana. Consequentemente, ela se envolveu com uma variedade de causas sociais no início de sua carreira. Ela se recusou a tocar em qualquer local de estudantes brancos que fossem segregados, o que significava que quando ela viajasse pelos estados do Sul dos Estados Unidos, ela tocaria apenas em faculdades e universidades históricamente negras.
Devido ao trabalho de seu pai com a UNESCO, sua família mudou-se muitas vezes, morando em cidades nos EUA, bem como na Inglaterra, França, Suíça, Espanha, Canadá e Oriente Médio, incluindo o Iraque. Joan Baez se envolveu com uma variedade de causas sociais no início de sua carreira, incluindo direitos civis e não-violência. A justiça social, ela afirmou na série da PBS American Masters, é o verdadeiro cerne de sua vida, "aparecendo maior que a música". Joan Baez passou grande parte de sua juventude vivendo na área da Baía de São Francisco, onde se formou no Palo Alto High School em 1958.
Joan Baez é compositora e intérprete de música popular desde o início dos anos 1960 até os dias atuais. Baez é a irmã mais velha de Mimi Farinia, com quem compartilhou a paixão pela composição e sua visibilidade sem remorso como ativista política, embora Farinia fez sem muito alarde e de observação pública como Baez durante o período que ela esteve viva.
A carreira profissional de Joan Baez começou em 1959 no Newport Folk Festival, onde, com 18 anos, foi a grande revelação. Ela lançou pela Vanguard Records no ano seguinte seu álbum de estreia, "Joan Baez", uma coleção de baladas tradicionais que vendeu moderadamente bem, chamando a atenção pela qualidade do repertório e por seu talento no violão acústico, aliado a sua bela voz de soprano. O álbum seguinte, "Joan Baez, Vol. 2", foi lançado em 1961. Ganhou um disco de ouro, o mesmo acontecendo com "Joan Baez in Concert", de 1962. Com apresentações regulares, Joan Baez tornou-se um fenômeno artístico. Em 1963, já era considerada uma das cantoras mais populares dos Estados Unidos. Em 1964 lança o disco Joan Baez/5, incorporando neste trabalho uma seleção de populares canções folk dos Estados Unidos e da América Latina, com destaque para interpretações de composições dos músicos brasileiros Villa-Lobos e Zé do Norte. Além de folk tradicional e canções de protesto, ajudou a promover Bob Dylan, impressionada com suas composições iniciais e incluindo várias delas em seu repertório. Acabaram tornando-se namorados por um tempo, mas o relacionamento acabou em 1965. Entre seus sucessos históricos desta época, podem ser citados "We shall overcome", "With God on our side", "All my trials", além de outros…

### Anos 1960 a 1980

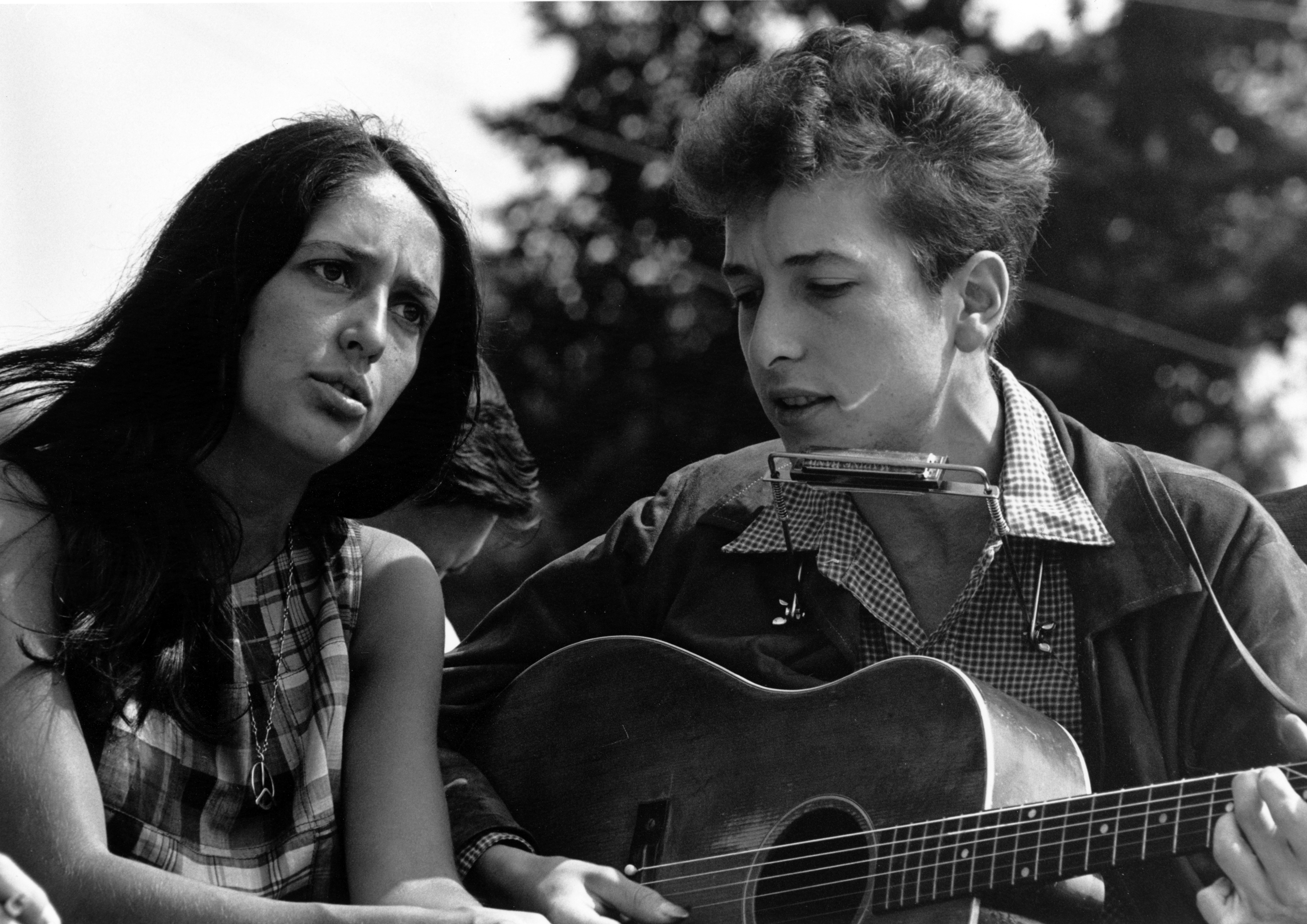
Joan Baez e Bob Dylan

Assim como Dylan, Baez foi influenciada pela Invasão Britânica e passou a usar, ainda que discretamente, acompanhamento elétrico, além do seu violão a partir de "Farewell Angelina", de 1965, pouco tempo depois de Dylan começar a experimentar o folk rock. No final dos anos 1960, Baez flertou com a poesia (lançando o livro "A Journey Through Our Time") e com a música country (com "One day at time", de 1968). No ano seguinte, lançaria um álbum duplo inteiramente dedicado às canções de Bob Dylan, "Any day now". Também tocou em Woodstock, numa época em que estava inteiramente envolvida na luta contra a Guerra do Vietnã.
Em 1968 ela se casa com David Harris, um proeminente opositor da Guerra do Vietnã que seria preso no mesmo ano. Harris, fã de música country, fez com que Baez fosse mais influenciada pelo country rock, começando com "David's Album", de 1970 e culminando com o duplo "Blessed are", de 1971, seu último disco pelo selo Vanguard. Sua versão de "The Night They Drove Old Dixie Down" da The Band foi um sucesso, entrando para o Top Ten americano.

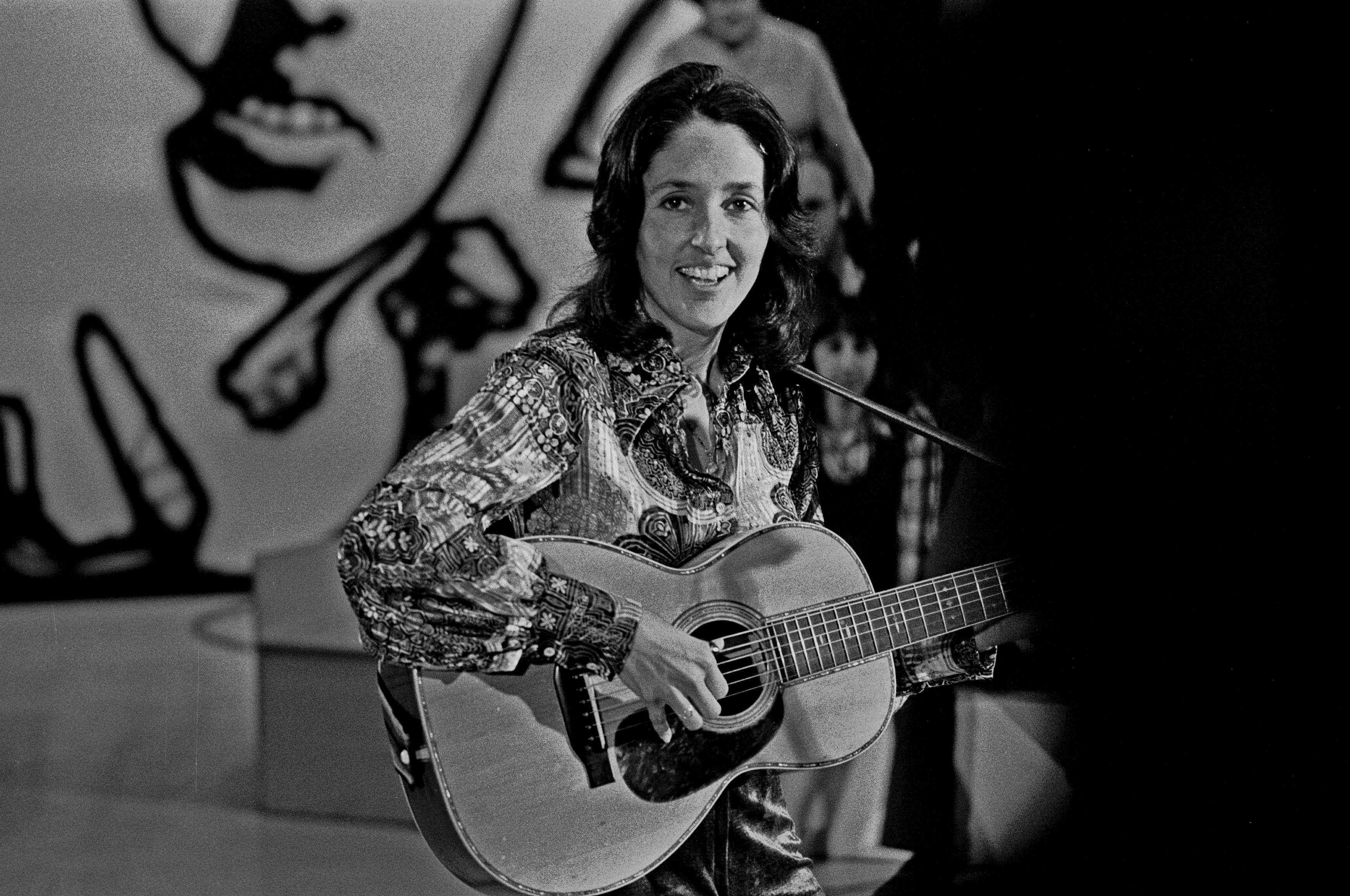
Baez en Hamburgo, 1973

Baez migrou para a A&M Records em 1972, lançando "Come From The Shadows", um álbum explicitamente político, com ácidas críticas ao Vietnã. Após o álbum "Heres to life"(1974), gravado em espanhol, com canções latino-americanas, ela  passou a flertar com o pop e a investir em  suas próprias músicas, culminando com o elogiado "Diamonds & Rust" em 1975, seu disco de maior sucesso nos anos 1970. Em 1976, voltou a se apresentar com Bob Dylan e gravou o duplo ao vivo "From every stage", onde demonstrava sua permanente empatia com seu público. No final dos anos 1970, ela mudou brevemente para a CBS Records, lançando "European Tour" em 1980, um disco ao vivo, acústico, que marca um retorno a certa simplicidade musical e talvez, ao melhor formato artístico para seu estilo. Nos anos 1980, Joan Baez continuou a se apresentar com freqüência, mantendo um público fiel, mas deixou de gravar discos por grandes gravadoras, registrando seu repertório de forma esporádica por pequenos selos e gravadoras independentes.

### Trilha sonora de filme
Joan Baez canta duas canções que fazem parte da trilha sonora do filme Silent Running (Corrida Silenciosa), do diretor Douglas Trumbull (o mesmo responsável pelos efeitos especiais de "2001: uma odisseia no espaço", de Stanley Kubrick). O filme é de 1971 e é uma ficção científica ecológica. As músicas são: "Rejoice on the Sun" e "Silent Running"

### Anos recentes
Nos anos 1990, apesar dessas mudanças constantes de gravadora, Baez continuou lançando seus álbuns. O CD "Ring them bells", de 1996, foi considerado o melhor trabalho de folk contemporâneo do ano, por revistas especializadas no gênero. O seu último foi "Dark Chords on a Big Guitar", de 2003, após alguns anos sem gravar.
Joan vive em Woodside, Califórnia.

### O retorno à Billboard
Em 2008, Joan Baez comemorou os 50 anos de sua carreira musical com turnês pelos Estados Unidos e Europa. Também lançou o CD Day After Tomorrow, de 2008, produzido pelo cantor e compositor Steve Earle. O CD marcou a volta de Joan ao Top 200 da Billboard, alcançando na semana de lançamento do álbum a posição de número 128, após 29 anos, ou seja desde Honest Lullaby.

## Discografia

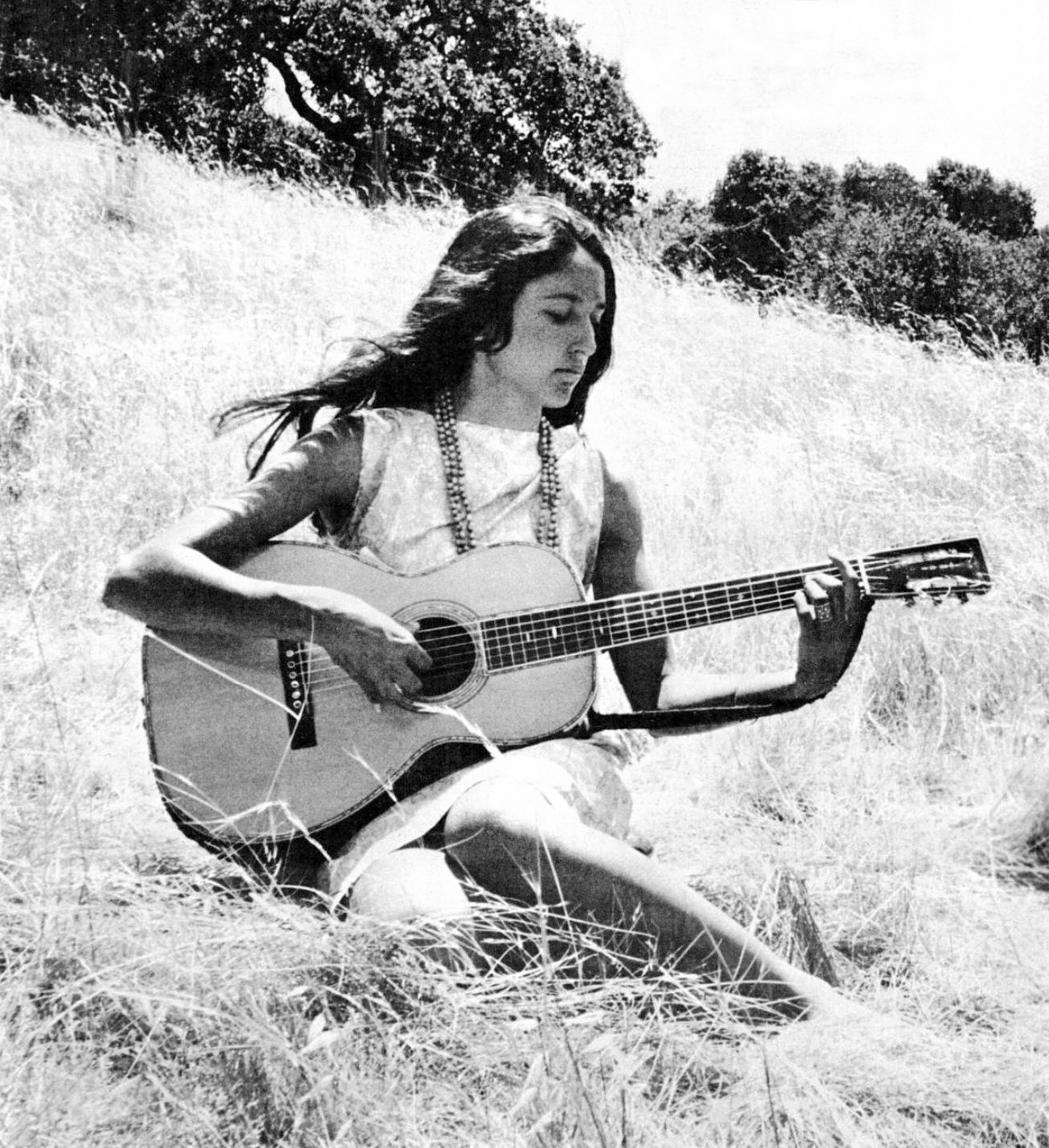
Baez em 1965

1. Folksingers 'Round Harvard Square (1959)
2. Joan Baez (1960)
3. Joan Baez, Vol. 2 (1961)
4. Joan Baez in Concert (1962)
5. Joan Baez in Concert, Part 2 (1963)
6. Joan Baez/5 (1964)
7. Farewell Angelina (1965)
8. Noel (1966)
9. Joan (1967)
10. Baptism: A Journey Through Our Time (1968)
11. Any Day Now (Songs of Bob Dylan) (1968)
12. David's Album (1969)
13. One Day at a Time (1970)
14. Blessed Are... (1971)
15. Come from the Shadows (1972)
16. Where Are You Now, My Son? (1973)
17. Gracias A la Vida (1974)
18. Diamonds & Rust (1975)
19. From Every Stage (1976)
20. Gulf Winds (1976)
21. Blowin' Away (1977)
22. Honest Lullaby (1979)
23. Live -Europe '83 (1984)
24. Recently (1987)
25. Diamonds & Rust in the Bullring (1988)
26. Speaking of Dreams (1989)
27. Play Me Backwards (1992)
28. Ring Them Bells (1995)
29. Gone from Danger (1997)
30. Dark Chords on a Big Guitar (2003)
31. Bowery Songs (2005)
32. Day After Tomorrow (2008)
33. Whistle Down the Wind (2 de março de 2018)

Compilações
1. The First 10 Years (1970)
2. The Joan Baez Ballad Book (1972)
3. Hits: Greatest and Others (1973)
4. The Contemporary Ballad Book,  (1974)
5. The Joan Baez Lovesong Album (1976)
6. The Joan Baez Country Music Album (1977)
7. Best of Joan C. Baez (1977)
8. Joan Baez: Classics (1986)
9. Brothers in Arms (1991)
10. No Woman No Cry (1992)
11. Rare, Live & Classic (boxed set) (1993)
12. Greatest Hits (1996)
13. Best of Joan Baez: The Millennium Collection (1999)
14. The Complete A&M Recordings (2003)
15. Bowery Songs (2006)

## Em Portugal
Joan Baez atuou pela primeira vez em Portugal no dia 2 de Agosto de 1980, no antigo Dramático de Cascais.
Em 1983 voltou a Portugal e ao Dramático, onde actuou no dia 13 de Maio.
No dia 8 de Março de 2010 actuou na Casa da Música no Porto, e a 10 de Março no Coliseu de Lisboa.
Em 2015, novas atuações: a  31 de Março no Coliseu do Porto e a 1 de abril no coliseu de Lisboa.